# Katafalk

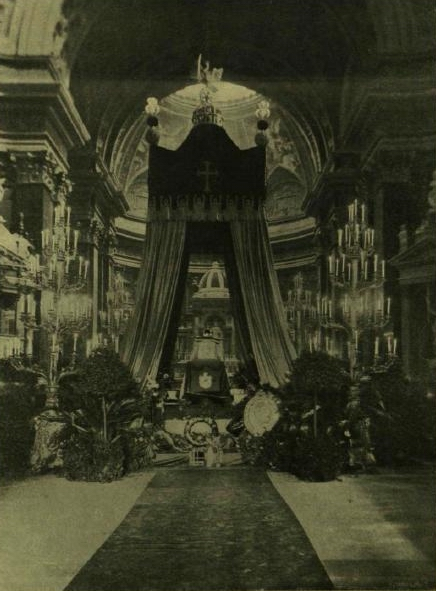
Přinášení Rákócziho popela domů, rakev v kostele svatého Štěpána v Budapešti, Vasárnapi Ujság, ilustrační foto 1906.

Katafalk je vyvýšené pietní místo pro vystavení rakve se zesnulou osobou. Jedná se zpravidla o prostou konstrukci (jednoduché lešení či truhla), obvykle potaženou tmavým suknem, okolo které bývá provedena vhodná výzdoba složená z květin a svící. V případě úmrtí významné osobnosti (člen panovnického rodu apod.) tvořila výzdobu složitá konstrukce, jež se odborně nazývá castrum doloris. Vystavení mrtvoly zesnulé osoby bývá obvykle součástí pohřebních obřadů.

## Původ slova
Slovo vzniklo z italského slova catafalco – lešení.